# 葛井立足
葛井 立足（ふじい の たちたり、生没年不詳）は、奈良時代の貴族。姓は連。官位は従五位下・若狭守。

## 経歴
聖武朝の天平10年（738年）参河目を務めていた記録がある。
淳仁朝の天平宝字4年（760年）陸奥国において、荒蝦夷を導いて天皇に順化させ、無血で雄勝城・桃生城を完成させた功績を賞して、陸奥・出羽両国司および鎮守府の官人に対して叙位が行われた際、鎮守軍監であった立足は外従五位下に昇叙された。なお、鎮守府軍監・軍曹は軍の出征時に将軍が任ぜられるおりに設置され、その数も動員される兵士数によって異なっていた。しかし、東北支配の不安定さから鎮守将軍が陸奥国に常駐するようになると、同じく軍監・軍曹も常置されるようになっていた。また、鎮守府官人は国司に準じて公廨田・事力を与えられ、将軍は「国守」、将監（軍監）は「掾」、将曹（軍曹）は「目」に準じるものとされていた。
天平宝字8年（764年）正月に主計助に任ぜられ、同時に主計頭には多治比木人が任官している。同年9月に藤原仲麻呂の乱が発生すると、乱終結後の10月に内位の従五位下・播磨介に叙任された（同時に播磨守には藤原黒麻呂が任官）。
称徳朝の神護景雲2年（768年）2月に若狭守に任じられるが、早くも同年6月には安曇石成と官職を交替している。

## 官歴
注記のないものは『続日本紀』による。
- 天平10年（738年） 4月：見参河目[3]
- 時期不詳：正六位上。鎮守軍監
- 天平宝字4年（760年） 正月4日：外従五位下
- 天平宝字8年（764年） 正月21日：主計助。10月7日：従五位下（内位）。10月9日：播磨介
- 神護景雲2年（768年） 2月18日：若狭守。6月29日：止若狭守?